# كنكان (رقص)

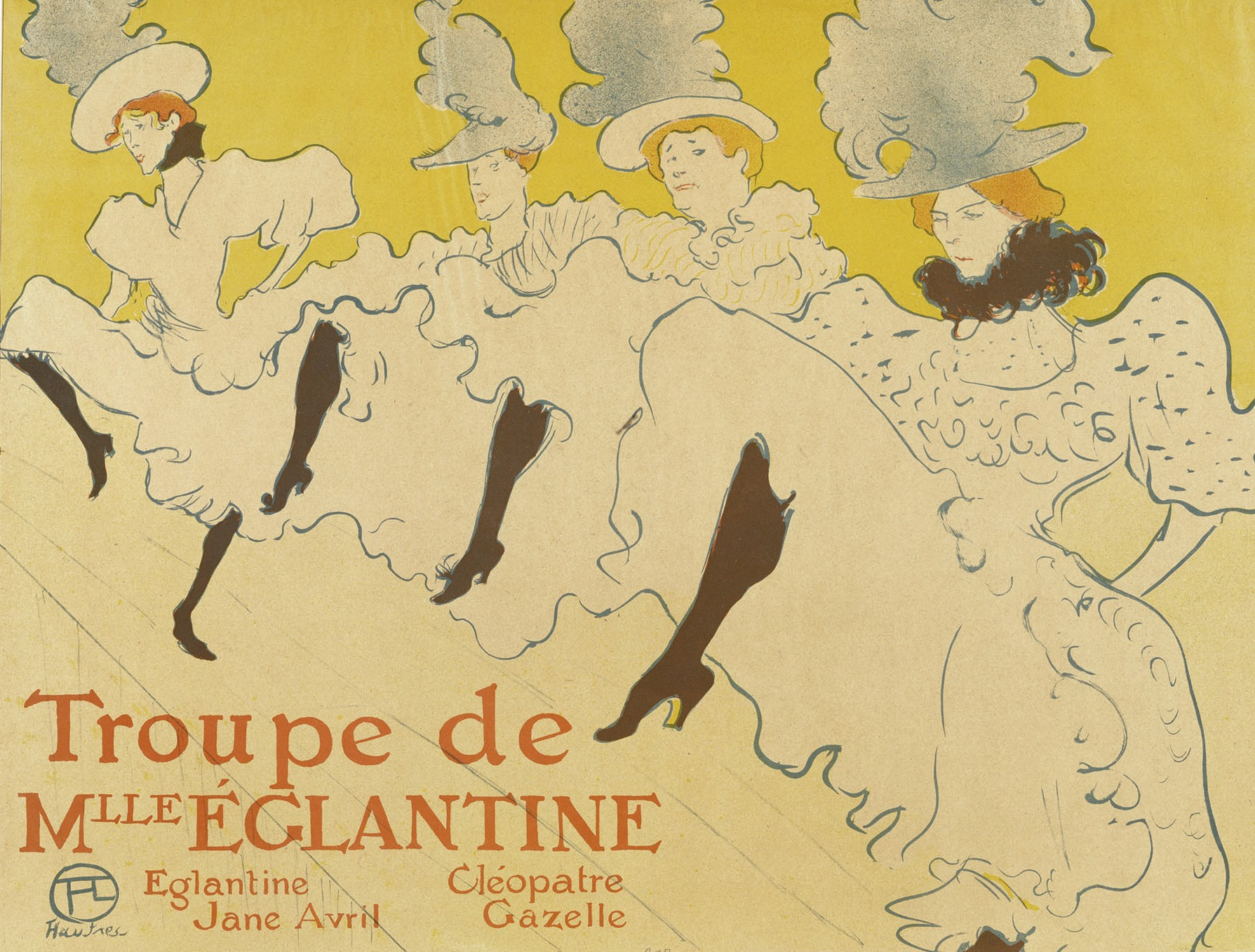
رقصة الكنكان

الكَنْكَان رقصة غير محتشمة عالية الطاقة تتطلب جهدًا بدنيًا أصبحت رقصة شعبية في قاعة الموسيقى في أربعينيات القرن التاسع عشر ولا تزال تحظى بشعبية في الملهى الفرنسي حتى يومنا هذا. رقصت في الأصل من قبل الأزواج ، وهي الآن مرتبطة تقليديا بخط جوقة من الراقصات. الملامح الرئيسة للرقص هي التلاعب القوي بالتنانير جنبًا إلى جنب مع الركلات العالية.

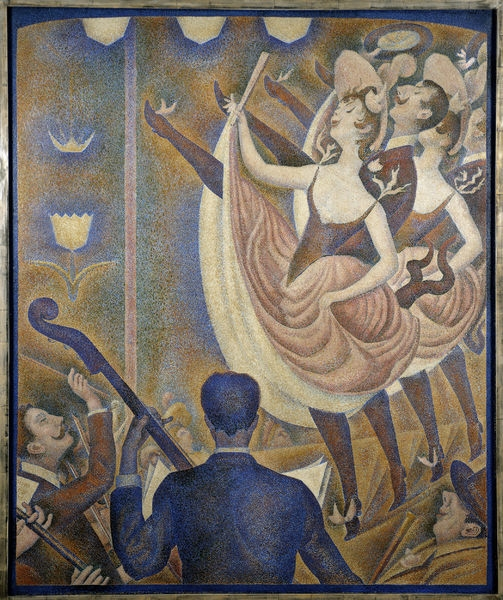

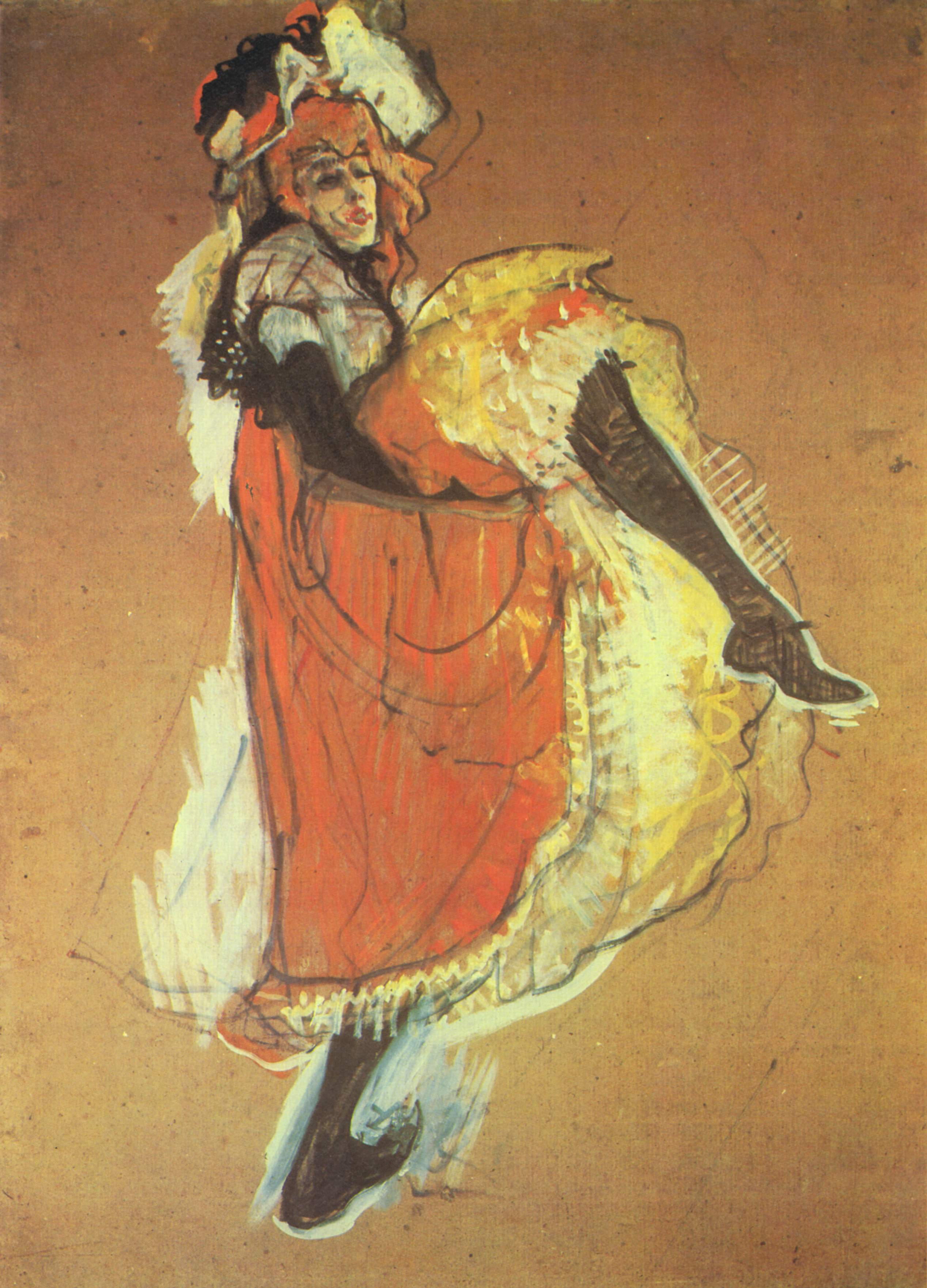